# Убийство Исры Грайеб
Убийство Исры Грайеб произошло 22 августа 2019 года в Вифлееме. Исра Грайеб, 21-летняя мусульманская визажистка, была забита до смерти своей семьей в результате так называемого «убийства чести» из-за того, что она опубликовала селфи со своим женихом за день до их помолвки. Её семья отрицала это обвинение, заявляя, что вместо этого она умерла от сердечного приступа, однако их постоянно меняющиеся показания не подтвердили эту версию.

## Предпосылки
Согласно оценкам ЮНИСЕФ в 1999 году, две трети всех убийств на Палестинских территориях, вероятно, являлись «убийствами чести».
В мае 2014 года Махмуд Аббас, президент Государства Палестина, издал указ, отменяющий освобождение мужчин от ответственности в случаях «убийств чести».

## Убийство и расследование
Грайеб умерла 22 августа 2019 года после получения травм в своём доме в Бейт-Сахуре. Её смерть вызвала протесты палестинцев из-за обвинений в том, что это было убийство чести. Семья Грайеб утверждала, что причиной её смерти стал сердечный приступ. 6 сентября палестинские власти задержали трёх человек в связи со смертью и провели судебно-медицинскую экспертизу.
12 сентября 2019 года расследование пришло к выводу, что Грайеб умерла из-за осложнений в дыхательной системе, вызванных многократными избиениями. Троим членам семьи были предъявлены обвинения.

## Реакция
Признанная публикой Исраа Грайеб незадолго до убийства делилась в соцсетях своими тревогами о насилии. Её подписчики сделали эту трагедию достоянием общественности, превратив в новость, которая молниеносно распространилась и вызвала широкий отклик по всему миру.
Убийство Исры Грайеб вызвало возмущение палестинцев, которые в Вифлееме и Рамалле организовали митинги.
Хэштег #WeAreAllIsraa (МыВсеИсраа) распространился в социальных сетях в знак солидарности с Грайеб.
Проект «Адалах-Справедливость», палестинская правозащитная организация, заявили, что они «возмущены и опечалены» «чудовищным убийством».